# Solar Riachuelo
O Solar Riachuelo é um prédio histórico da cidade brasileira de Porto Alegre, capital do estado do Rio Grande do Sul. Localizado na Rua Riachuelo n.° 525, no Centro Histórico, o solar foi tombado pela prefeitura municipal no dia 8 de junho de 2001, estando inscrito no Livro do Tombo n.° 63.

## História
O Solar Riachuelo, agora também conhecido como Solar Coruja, foi construído por volta de 1906, a mando do português António Francisco Soares, para ser sua residência. Atualmente funciona como um centro de eventos.
O sobrado é um exemplo de como viviam as famílias ricas do início do século XX, sendo um dos prédios mais antigos remanescentes situados na malha viária inicial da cidade.
Sua arquitetura se assemelha com a surgida no país na metade do século XIX, a eclética, com uma planta em formato de "L", fachada sobre o alinhamento da calçada e um porão alto. O jardim foi inserido lateralmente a fim de proporcionar ventilação e iluminação aos ambientes internos, o que era uma ideia até então desconhecida dentro das tradições construtivas do Brasil. O porão era elevado para proteger a intimidade dos moradores e para servir de alojamento de empregados e de área de serviço. Outros elementos ecléticos do solar são o acabamento, a decoração da fachada, a simetria, as platibandas para esconder o telhado, vergas retas e balcão de ferro.
Em 1956, um reforma descaracterizou o interior da casa para atender as funções da Sociedade Síria do Rio Grande do Sul.
Por um bom tempo serviu de sede para a Seicho-no-ie, que lá esteve até o final da década de 1980.
Atualmente é um misto de espaço cultural, com exposições, mostras, shows, salas para palestras e cervejaria.